# 碳截存

示意圖，顯示人類活動產生的二氧化碳如何經地質和生物方式截存的過程。

碳截存（英語：Carbon sequestration，或稱碳儲存（英語：carbon storage））是把捕集到的碳（二氧化碳）儲存於碳匯（或稱碳庫（carbon pool））的過程。（p. 2248）碳截存是種自然發生的過程，但也可運用技術來增強或是達成，例如透過人為的碳捕集與封存項目來進行。截存有兩種主要的做法：地質封存和生物截存（可用biosequestration表達）。
二氧化碳 (CO2) 可經生物、化學和物理等自然過程從大氣中捕集。這些過程會因土地利用改變和施行農業活動而被加速，例如將農業用地轉為種植可快速生長的非農作物。 人們設計及安裝設備來大規模捕集由工業生產的二氧化碳，然後儲存在地下鹵水含水層或舊油田內。其他涉及碳截存的技術包括生物能源與碳捕獲和儲存（BECCS）、生物炭、加速風化、直接空氣捕獲和儲存（DACCS）。
森林、海岸海藻林和其他形式的植物在生長時會吸收二氧化碳，將其結合成生物質。但這種生物儲存方式因無法保證能長期封存，而被認為是種不穩定的碳匯。例如野火或疾病等自然事件、經濟壓力和不斷變化的政治優先事項就會導致封存的碳重新釋放進入大氣。由大氣中移除的二氧化碳也可利用注入地下或轉變為不溶性碳酸鹽形式（礦物封存）儲存在地殼中。這類做法被認為是穩定的做法 - 二氧化碳可無限期封存，持續相當長的時間（數千到數百萬年）。
有幾種海洋碳截存技術雖被提出，但迄今尚未有大規模應用：海藻種植、海洋施肥、人工湧流（artificial upwelling）、玄武岩儲存、礦化和深海沉積、添加鹼中和海水酸性。而直接深海注入二氧化碳法的想法已遭放棄。

## 名詞來源
碳截存這個名詞在不同的文獻和媒體中均被提出。聯合國IPCC第六次評估報告將其定義為"在碳匯中儲存碳的過程"。（p. 2248）之後這"匯（或庫）" 被定義為"地球系統中的一個儲存所在，讓碳和氮等元素以各種化學形式駐留一段時期"。（p. 2244）
美國地質調查局（USGS）對碳截存的定義是："碳截存是捕集與儲存大氣中二氧化碳的過程。"因此在媒體上，有時碳截存與碳捕集與封存（CCS）之間的區別會很模糊。而聯合國政府間氣候變化專門委員會（IPCC）將CCS定義為"將源自工業流程，相對純淨的二氧化碳流分離、處理之後再運往特定地點作長期儲存的過程"。（p. 2221）
由此，CCS的定義是以"人工方式"進行碳封存的技術應用。

### 名詞歷史（詞源）
"sequestration"這個字源自拉丁語"sequestrare"，意思是"擱置"或是"放棄"。英語中的"sequestered"的意思是隔離、孤立。

## 作用

### 於大自然
碳截存是自然界碳循環過程中的一部份 - 碳在地球的生物圈、土壤圈、地質圈、水圈和大氣層之間進行交換。
二氧化碳可通過生物、化學或物理過程由大氣中以自然方式捕集。

### 於氣候變化緩解
碳截存所具的碳匯作用，有助於緩解氣候變化，可把氣候變化的有害影響降低。它有助於減緩因燃燒化石燃料和經營集約化畜牧事業而釋放的溫室氣體在大氣和海洋中積累。 
碳截存於減緩氣候變化的作用，既可用以輔助與強化自然發生的碳截存，也可單獨進行。
在碳捕集與封存的做法中，碳截存指的是"儲存"的部分。採用的是人工封存技術，例如深層地質結構（包括鹵水層和廢棄油氣田）中的氣態式封存，以及將二氧化碳與金屬氧化物反應，產生穩定碳酸鹽後的固態式封存。
採人工方式時，首先須將其捕集後再儲存，或能顯著延遲或防止其從富含碳的材料重新釋放進入大氣（經燃燒、腐爛等過程），並將這類材料納入持久用途（例如採伐後的木材可用於建築或一系列其他耐用產品），將碳封存多年甚至長達幾個世紀。

## 陸地生物固碳

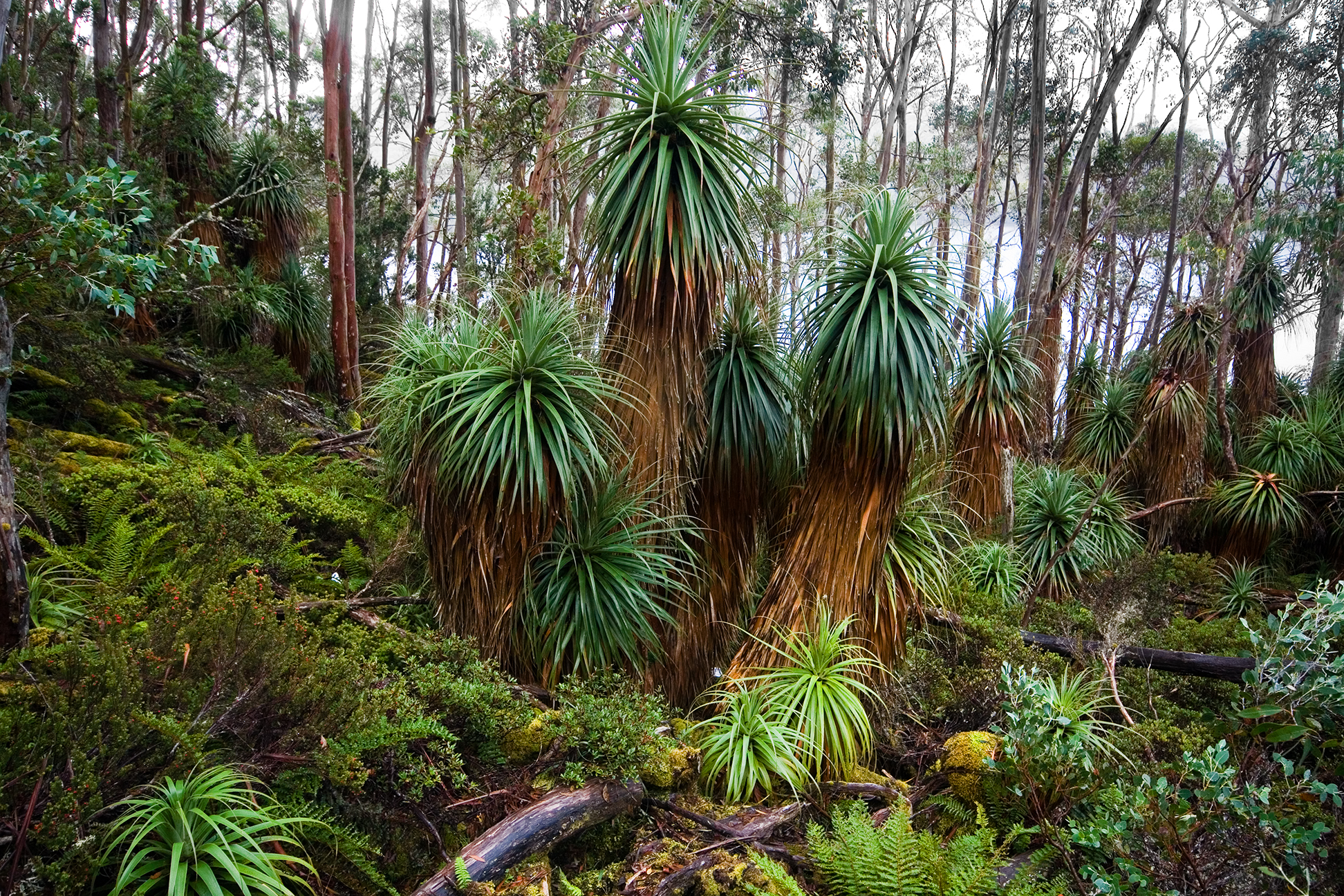
位於澳大利亞塔斯馬尼亞州中部費爾德山國家公園杜布森湖（Lake Dobson），當地茂盛的特殊植物品種Richea pandanifolia，顯示林地復育及減少森林砍伐後的成果。

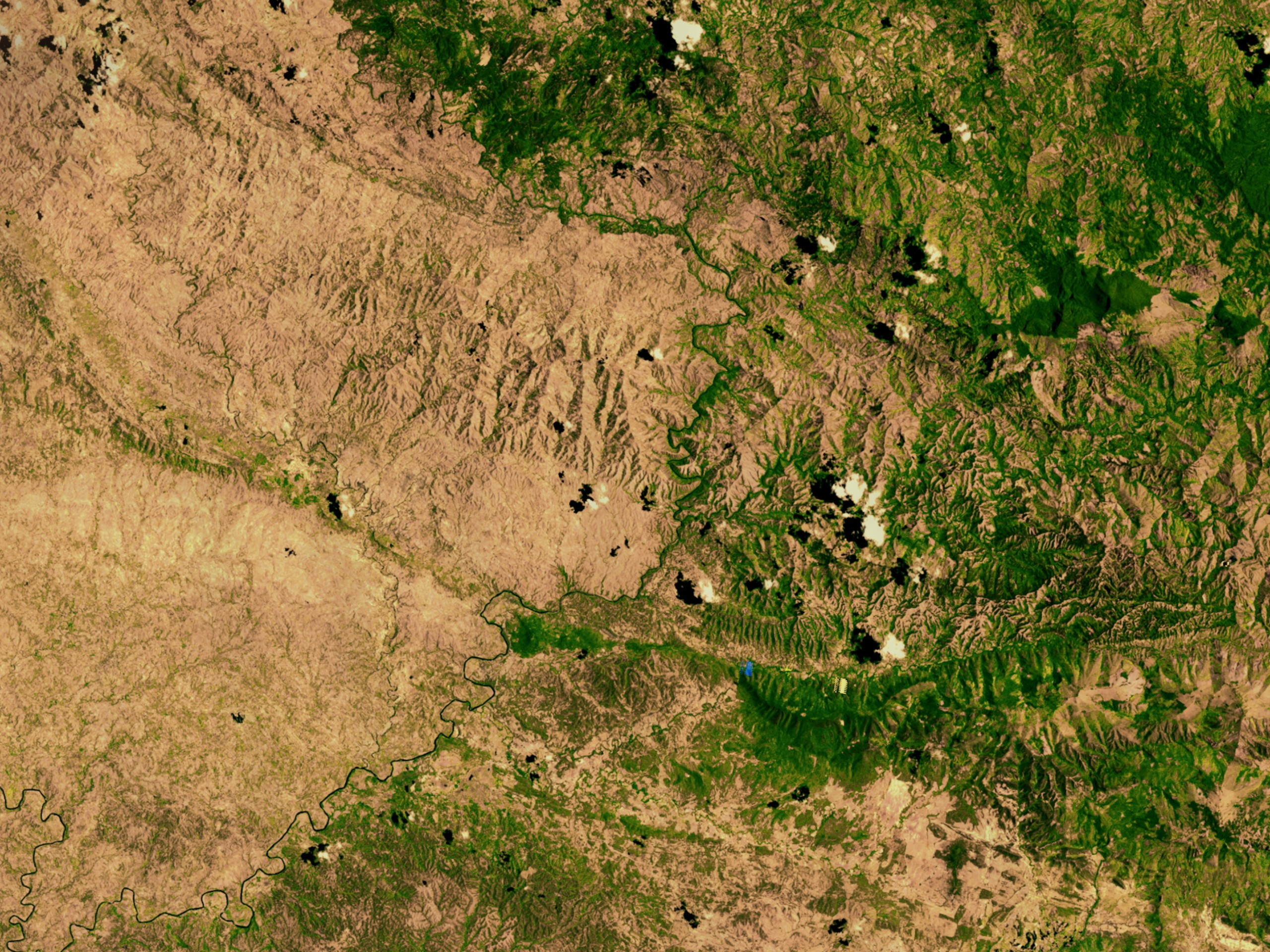
森林砍伐後裸露的土地（海地2008年）。

生物碳封存指的是通過持續或增強的生物過程，把大氣中二氧化碳捕集和封存。例如透過林地復育和可持續森林管理等土地利用法，提高光合作用速率以達成。透過土地利用變化以增強自然碳捕集，每年可捕集與儲存大量二氧化碳。除農業活動中的碳封存法之外，還可透過對森林、泥炭地、濕地和草地等生態系統的保護、管理和復育來達成。 
在農業和林業的做法中有增強土壤碳封存功能的作用。

### 林業
就林地在碳封存的功能中，避免森林砍伐遠優於砍伐樹木之後再重新植樹造林，因為砍伐森林的結果會導致不可逆轉的影響，例如生物多樣性喪失和土壤退化。此外，植樹造林或林地復育與保持現有森林完整相比，會有更深遠的影響。林地復育需要更長的時間（幾十年）才能恢復與成熟熱帶森林相同的碳截存水平。
估計全球每年約損失150億棵樹木，全球樹木自人類文明開始以來，已減少約46%。
在林地復育和減少森林砍伐過程中有四種主要方式可增加碳截存。首先是增加現有森林的體積。其次是在林相和景觀尺度上增加現有森林的截碳強度。第三是擴大林產品使用以減少化石燃料造成的排放。第四是減少森林砍伐和退化，以降低碳排放。
植樹造林是指在以前沒有樹木覆蓋的地區造林。保護森林指的是完整維護現有森林以充分發揮其生態潛力的做法。林地復育指的是在邊際農地和牧場上重新種植樹木，將大氣中二氧化碳轉化為生物質。為讓碳封存過程成功，當樹木死亡時，不可大規模燃燒或任其腐爛而讓碳返回大氣中。為此，規劃供種植樹木的土地不得轉作其他用途，並需要管理干擾頻率，以避免極端事件發生。還有收穫的木材所含的碳必須被封住，例如透過製成生物炭、BECCS、掩埋或在建築中使用。但樹木無法永久生長，種植較長壽命的樹（> 100年）與林地復育，可在相當長的時間內把碳封住，然後逐漸釋放，在最大限度內減少碳對21世紀氣候的影響。地球提供足夠的空間，可額外再種植1.2兆棵樹。種植和保護這麼多的樹可抵消大約10年的二氧化碳排放量，同時封存2,050億噸碳。這種建議得到"種植兆棵樹運動"的支持。把全世界所有退化的森林復育，總共可捕獲約2,050億噸碳，約佔所有碳排放量的三分之二。
截至2050年，如果全球所有新造建築都使用90%的木材（主要在低樓層建築中大量採用木材），每年可淨捕集7億噸碳，如此可減少2019年當年碳排放量的2%。除此之外，還可減少製造高碳排放量建材如鋼鐵或混凝土等的碳排放。

#### 城市林業
所謂城市林業指的是在城市內增加新的植樹場地來增加二氧化碳捕集量，並將其封存。這種城市內植林的規模通常較小。城市林業根據其植被類型，會產生不同的結果，可充當為碳匯，但有時會成為排放源。在炎熱地區，樹木通過提供遮蔭和蒸發散作用，有重要的降溫功能，可節省對空調的需求，而減少溫室氣體排放。

### 濕地

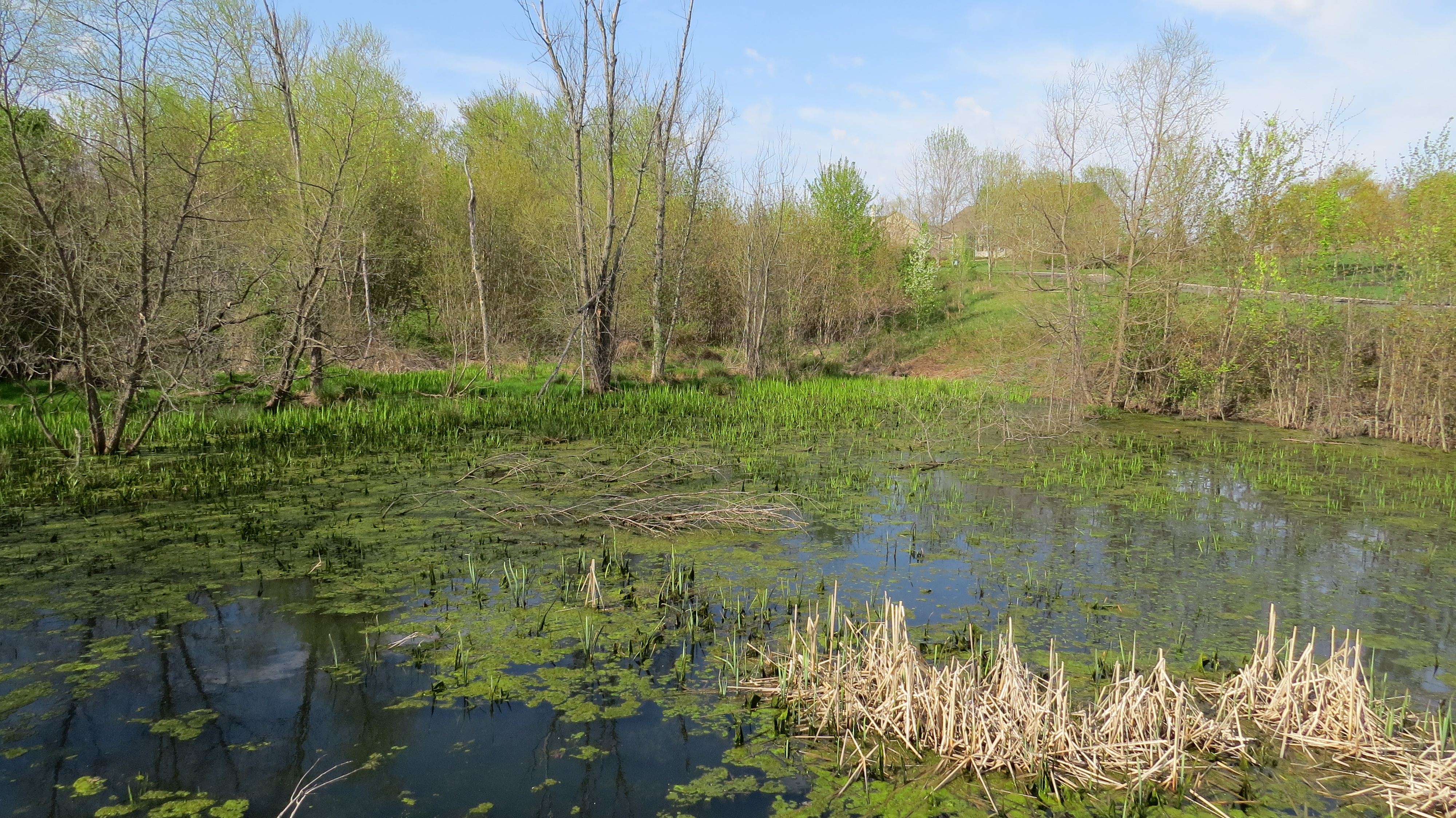
健康的濕地生態系統中的一例。

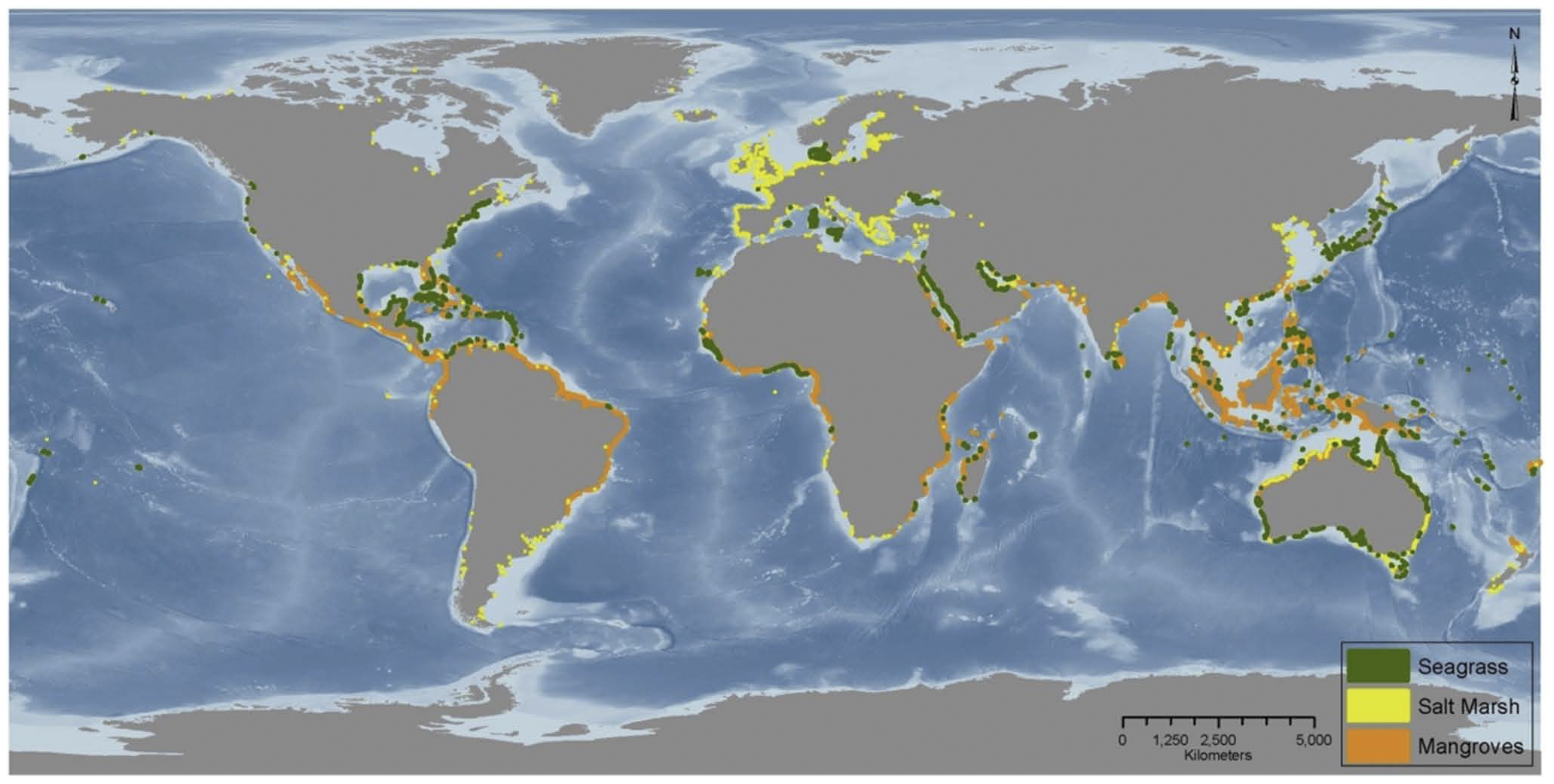
全球藍碳所在地分佈圖（海草森林（綠色）、鹽鹼灘（黃色）及紅樹林（棕色）。

濕地復育涉及重建或復育的手段，把濕地的自然生物、地質和化學功能恢復。 這種做法也被提出作為氣候變化緩解策略之一。當地的土壤，特別是紅樹林、海草林地、鹽鹼灘等的是重要的碳庫。世界上20-30%的土壤碳存在濕地中，而濕地只佔世界土地的5-8%。研究顯示復育後的濕地可成為具有生產力的碳匯。美國和世界各地均已實施許多復育項目。濕地的復育與保護除對氣候有益之外，還有助於保護生物多樣性、改善水質，並有助於防洪。
濕地與森林一樣，必須持續不受到干擾，才能完成封存過程。如果受到任何干擾，儲存在當地植物和沈積物中的碳將會再度被釋放進入大氣，而無法發揮碳匯的功能。但一些濕地會釋放非二氧化碳的溫室氣體，例如甲烷和一氧化二氮，可能會抵消潛在的氣候效益。濕地能固碳（這種過程稱為藍碳）的數量也很難測量。
濕地生態系統是當水流入植被茂盛的土地，當地的植物經適應後所形成。濕地在三個不同的地區發生：海洋濕地存在於沿海的淺岸地區、潮汐沼澤也位於沿海地區，但分佈於更內陸的地方，而非潮汐沼澤則存在於內陸且未受潮汐的影響。濕地土壤是重要的碳匯，有另一資料顯示世界上14.5%的土壤碳存在於濕地中，而世界上只有5.5%的土地是濕地。濕地不僅是個巨大的碳匯，而且還有許多其他好處，例如匯集洪水、過濾空氣和水中污染物，以及為眾多鳥類、魚類、昆蟲和植物提供棲息地。
氣候變化會改變土壤碳儲存的功能，將其從碳匯轉變為碳排放源。隨著氣溫上升，濕地，及尤其是永久凍土地區的溫室氣體排放會隨之增加。當永久凍土融化時，土壤中的可用氧氣和水會增加，導致土壤中的細菌產生大量二氧化碳和甲烷，然後釋放進入大氣。
氣候變化與濕地之間的聯繫尚未完全被了解。目前還不清楚復育後的濕地如何經過管理，卻仍是甲烷的排放源。但保護這些區域將有助於防止碳進一步釋放進入大氣。

#### 沼澤和酸性泥炭沼澤
沼澤蘊藏地球生態系統中大約30%的碳。當它們被排水，轉用作農地和建造城市時，由於其面積巨大，會有大量的泥炭分解並排放二氧化碳進入大氣中。 一片泥炭地的消失，其土壤及植被所所排放的碳會比同一塊地中經歷175-500年的甲烷排放還要多。
泥炭沼澤之能充當碳匯，是因為其會積累僅部分腐爛的生物質，否則這些生物質將會持續完全腐爛。泥炭地作為碳匯或碳源的作用存在差異，與世界不同地區和一年中不同時間的氣候狀況有關聯。通過建立新的沼澤或增強現有的沼澤，所能固存的碳量將會增加。

### 農業

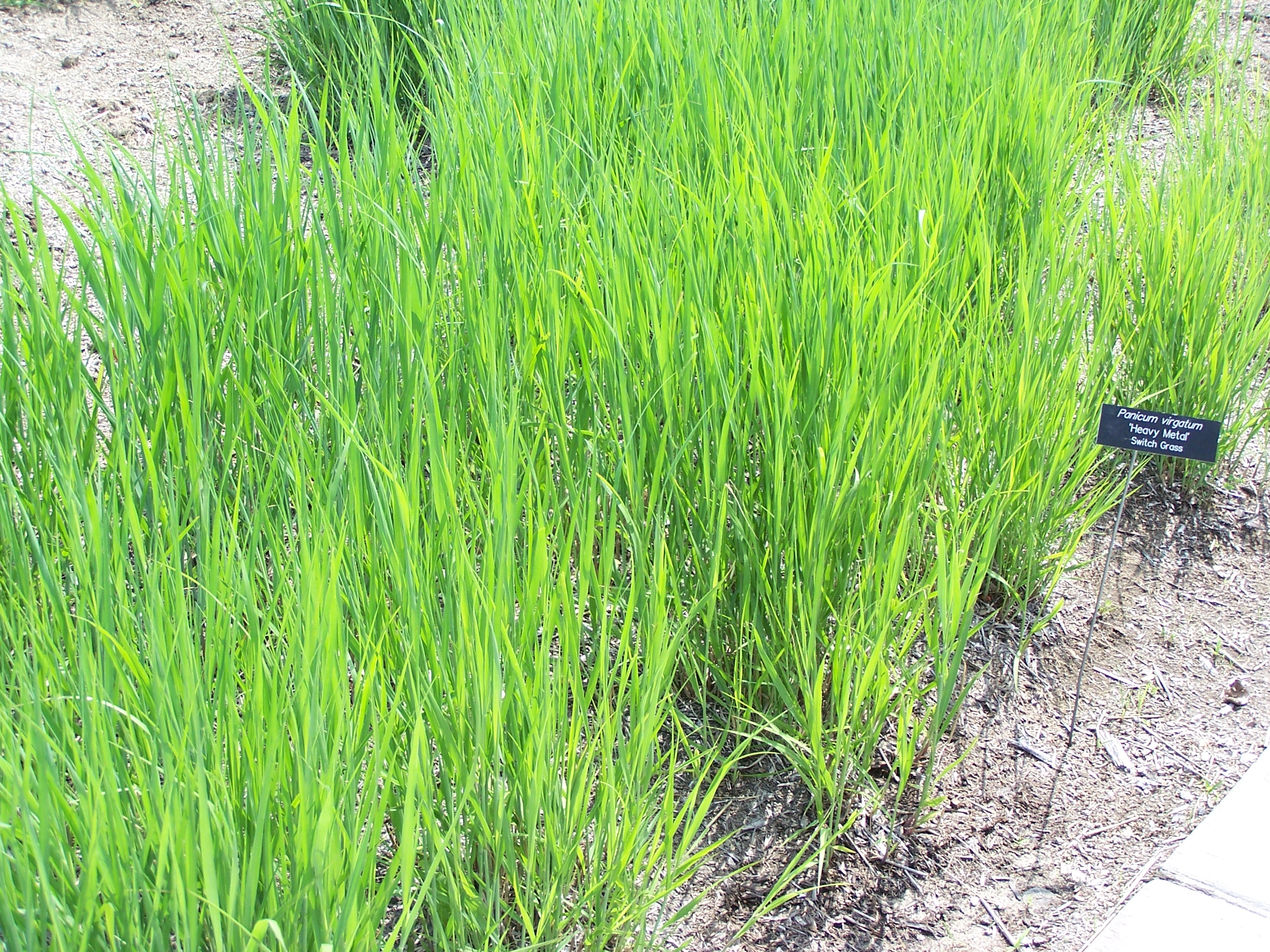
多年生草本植物柳枝稷，可生產生物柴油、保護土壤及將二氧化封存存於土壤中。

農田土壤中的土壤有機碳（SOC）比自然植被的含量為低。當土壤由自然土地或半自然土地（如森林、林地、草地、草原和疏林草原）轉變為農田時，土壤中的SOC含量會減少約30-40%。這種損失是由於作物吸收，經反覆收穫後所造成。當土地利用發生變化時，土壤中的碳會增加或是減少，這種變化將持續下去，直到抵達新的平衡。這種平衡的偏差也會受到氣候變化的影響。SOC含量降低可利用增加碳輸入來抵消。達到目的的策略有幾種，例如將收穫後的殘餘留在田間、使用動物糞便作為肥料，或將多年生作物納入輪作。多年生作物具有較大的地下根生物量，可增加SOC的含量。多年生作物減少耕作的需求，有助於減緩土壤侵蝕，而增加土壤有機質。在全球的土壤中估計含有超過8,580吉噸（Gt，十億噸）有機碳，超過地表植被中所含有的十倍。研究人員發現氣溫上升會導致土壤微生物數量激增，將儲存的碳轉化為二氧化碳。在實驗室所做的實驗，經加熱後，富含真菌的土壤所釋放的二氧化碳比別的土壤少。
改變農業做法是種公認的碳封存方法，因為土壤可作為有效的碳匯，每年因此可抵消2010年二氧化碳排放量的20%。（參見免耕農業）。透過恢復有機農業和利用蚯蚓可抵消大氣中每年4吉噸的二氧化碳。 （參見堆肥）。
減少農業碳排放的方法可分為兩類：減少和/或替代排放，以及增強由大氣中移除。其中一些減排涉及提高農場運作效率（例如使用更節能設備），而另一些涉及中斷自然碳循環。此外，一些有效的技術（例如避免秸稈焚燒）可能會造成其他環境影響的顧慮（因雜草未受燃燒去除而需增加使用除草劑）。
由於目前保護森林措施尚不能解決導致森林砍伐背後的驅動因素（亞馬遜森林遭受砍伐的最大的驅動因素是開闢土地作牧場，生產牛肉））因此還需有管理政策。這些措施可有效禁止和/或逐步阻止與森林砍伐相關的活動，例如通過產品來源信息要求、全球森林觀察等衛人造星監測系統、相關環保關稅及產品認證。

#### 大草原
對大草原作復育是項保育工作，目的在恢復因工業、農業、商業或住宅開發而受破壞的大草原土地。主要目標是將地區和生態系統恢復到之前的狀態。這些復育的地塊中能儲存的SOC質量通常大於復育前種植作物所產生，可充當更為有效的碳匯。 

#### 城市草坪
城市草坪可儲存大量的碳。儲量會隨著時間的演進，由最近的干擾（例如房屋建設）後開始，逐步增加。

#### 農法存碳
本節摘自農法存碳。
所謂農法存碳是各種農法的總稱，目的是捕集大氣中的碳，然後將其封存到土壤以及作物根部、木材和樹葉中。增加土壤有機質的含量可幫助植物生長、增加土壤中總碳含量、提高土壤保水能力，並減少施用肥料。農法存碳是氣候智能型農業中的一種。農法存碳法通常有其成本，農民和土地所有者需找出方法從這類農法中獲利，因此需要政府制定政策及提供獎勵予以協助。

#### 竹類種植
竹林所能儲存的碳總量比一般成熟的森林為少，但其固碳的速度比成熟的森林或樹木種植園快得多。因此，竹材種植具有顯著的碳截存潛力。

#### 土壤深部
據估計，全球土壤中含有約2,500吉噸碳，是大氣中含量的3倍多，是活體植物和動物中碳含量的4倍。全球非永久凍土地區中，約有70%的土壤有機碳存在1米深的土壤中，並透過礦物-有機組合來固定。

#### 加強碳移除
所有農作物在生長期間都會吸收二氧化碳，而在收穫後釋放。移除農業產生二氧化碳的目標是利用作物及其與碳循環的關係，而把碳永久封存在土壤中。做法是把生物質返還土壤，讓植物所含的碳還原至元素形式，並以穩定狀態儲存。方法包括有：
- 在作物種植季節之間，使用覆土作物如草和雜草臨時覆蓋地表
- 將牲畜集中在小圍場中，一次連續幾天，讓其能輕鬆而均勻吃草。如此做可促使草類根部能深入土壤。土地因受牲畜踐踏，老草和糞便會滲入土壤。[75]
- 用乾草或枯枝覆蓋光禿的圍場，以免土壤免受陽光照射，讓土壤能保住更多的水分，有利碳捕集微生物生長。[75]
- 把退化、邊際和廢棄的土地復育，重新用於農業或其他用途，以減緩碳釋放。[76]已退化、儲藏較少碳的土壤具有特別高的土壤碳儲存潛力，經適當選擇植被可進一步增強這種潛力。 [77][78]

利用農地封存碳的做法可對土壤、空氣和水質產生積極影響、有利於野生動物以及擴大糧食生產。在退化農田中，每增加1噸土壤碳儲存，每公頃可增產20至40公斤小麥、或可增產10至20公斤玉米或是增產0.5至1公斤豇豆。
農地固碳的能力可被逆轉。當土壤受到破壞，或是採用集約耕作方式，土壤反而會成為溫室氣體的淨排放源。通常土壤經過封存幾十年後，會變得飽和並停止吸收碳。表示全球土壤所能容納的碳量有其限度。
土壤封存碳的成本受許多因素影響，包括土壤品質、交易成本和各種外部因素，例如洩漏和不可預見的環境破壞。由於移除大氣中的二氧化碳是種長期事業，當沒明確的作物、土壤或經濟效益時，農民可能會不願意採用成本更為昂貴的農業技術。澳大利亞和紐西蘭等政府正在考慮當農地的土壤碳含量已充分增加後給予證明，之後得以碳信用的形式出售。

#### 生物碳
生物炭是將廢棄生物質利用熱裂解所產生的木炭。然後運送到掩埋場，或用作土壤改良劑以形成黑土。在土壤中添加生物炭是種新穎的策略，可長期增加土壤碳儲量，並可捕集大氣碳（每年高達9.5吉噸）來緩解全球變暖。在土壤中的生物炭不會因氧化而形成二氧化碳並隨之釋放。但有人擔心生物炭可能會加速土壤中既有碳的釋放。
前述黑土為人造的高碳土壤，也被當作一種封存機制而進行研究。生物質經熱裂解後，其中大約一半的碳可被還原為木炭（稱為生物炭或農業炭），可在土壤中存在幾個世紀，而成為一種有用的土壤改良劑，特別是在熱帶土壤中。

## 地質封存

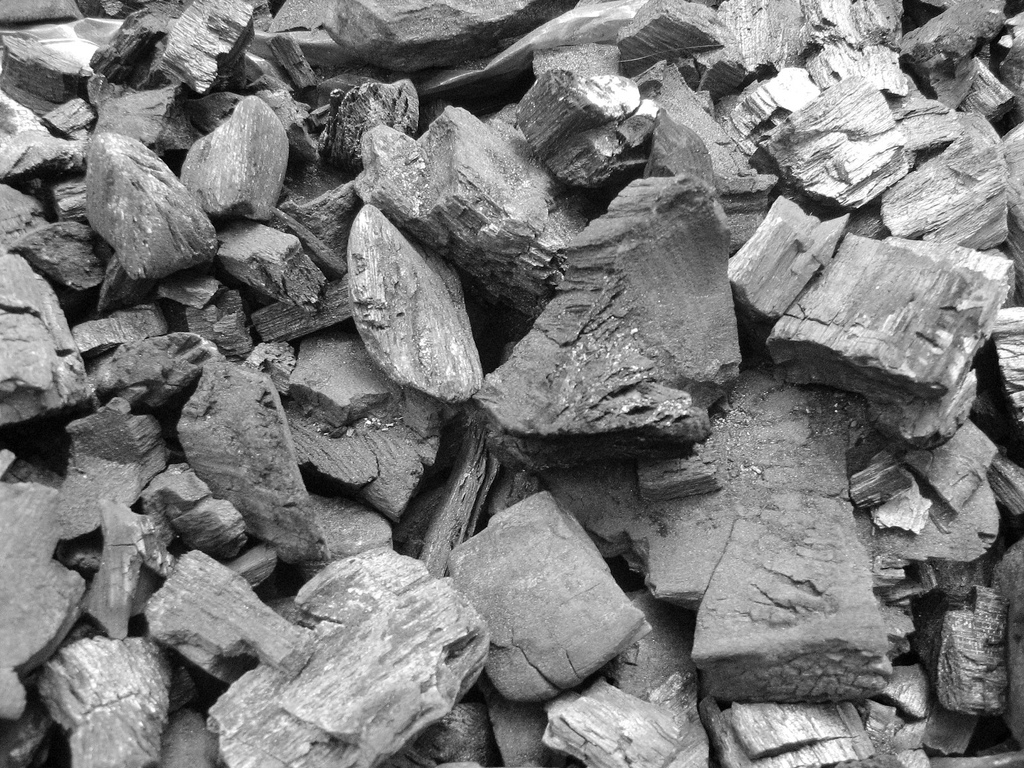
生物炭通常由廢棄生物質經熱裂解而成，或是運去掩埋，或用作土壤改良劑以形成黑土。

### 掩埋生物質
直接把生物質（例如樹木）掩埋，等於模仿產生化石燃料的自然過程。 全球利用掩埋木材的碳封存潛力估計為10 ± 5吉噸/年，其中熱帶森林 (4.2吉噸/年) 的佔比最大，其次是溫帶 (3.7吉噸/年) 和北方針葉林 (2.1吉噸/年) 。據估計世界森林的地表有65吉噸粗木質材料可進行掩埋，掩埋木材封存碳的成本為50美元/噸，遠低於如在燃燒化石燃料發電廠進行的碳捕集。二氧化碳經光合作用（自然過程）而轉化為木材生物質，是種基於自然的解決方案，被提出的方法包括建立"木材庫"，將（含碳的）木材在無氧條件下儲存。

### 地質封存
地質封存指的是將二氧化碳儲存在開採過後的油氣井、鹵水地層或是深處無法開採的煤層中。
當從點源（例如水泥廠）捕獲二氧化碳後，先將其壓縮到約100巴的超臨界流體，然後經管道運輸到儲存地點，再注入地下深處（通常深達1公里左右），可穩定儲存達數億年。在此類的儲存條件，超臨界二氧化碳的密度為600至800公斤/立方米。
良好碳儲存地點所具備的要件為：岩石孔隙度、滲透性、無斷層和岩層的幾何形狀。理想地點的介質（例如砂岩或石灰岩）具有高孔隙率和滲透性。砂岩的滲透率範圍為1至10−5達西，孔隙率高達約30%。多孔岩石之上必須覆蓋一層低滲透性岩石，作為密封層（或稱蓋層）。頁岩是種非常好的蓋層，滲透率為10−5至10−9達西。一旦注入，二氧化碳羽流將通過浮力上升，因為其的密度低於周圍環境。一旦抵達蓋層，在遇到縫隙之前會持續橫向擴展。如果注入區附近有斷層，二氧化碳就有沿著斷層移到地表，洩漏到大氣中的可能，對周圍地區的生命構成危險。另一風險是此種儲存會誘發地震活動。如果注入二氧化碳產生過高的壓力，地層就會破裂，而引發地震。
二氧化碳在地底可以超臨界流體相存在，或是溶解在地下水/鹵水中。它也可與地質構造中的礦物質發生反應，產生碳酸鹽。
全球地下原儲存油氣的空間估計可用來儲存675-900吉噸的二氧化碳，而無法開採的煤層估計可儲存15-200吉噸的二氧化碳。深層鹵水層的容量最大，估計有1,000–10,000吉噸的容量。估計在美國的二氧化碳總儲存容量至少為2,600吉噸，最多為22,000吉噸。
智庫全球碳捕集與封存研究所（Global CCS Institute）總結許多既存大型碳捕集與封存項目，已證明這種碳儲存方法的可行性和安全性。對於儲藏點的主要的監測技術是震波成像 - 人造震波通過地下傳播，然後經折射/反射波來產生地質構造成像。
美國能源部於2020年9月撥付7,200萬美元聯邦資金，用於支持碳捕集技術的開發和推展。
美國從1972年開始就廣泛使用二氧化碳於提高原油採收率（簡稱EOR）作業。僅德克薩斯州就有超過10,000口油井被注入二氧化碳。這些氣體部分源自人為作業，但主要產自大型天然地質構造，經由超過5,000公里（3,100英里）的大型二氧化碳管線網絡輸送到油田。也有在加拿大西部沉積盆地（WCSB）重質原油產地中使用二氧化碳輔助採收的建議。但運輸這類二氧化碳的成本仍然是一個重要障礙。 WCSB當地尚無廣泛的二氧化碳管線系統。可產生大量二氧化碳的阿薩巴斯卡油砂產地（每年約7,000萬噸）位於前述重質原油儲層以北僅數百公里，最有機會讓重質原油開採受益。

### 礦物封存
所謂礦物封存的做法是以生產固體碳酸鹽的形式捕集碳。這個過程在自然界中進行得很慢，是地質時期石灰石沉澱與積累的原因。地下水中的碳酸與矽酸鹽類緩慢反應，溶解鈣、鎂、鹼和二氧化矽，並留下粘土礦物殘留物。溶解的鈣和鎂與碳酸氫鹽發生反應，沉澱為碳酸鈣和碳酸鎂，水中甲殼類生物體用此種過程來製造外殼。生物體死亡後，其外殼沉降，最終累積成石灰石。石灰石經過數十億年的地質時間，含有地球上的大部分碳。正在進行的研究目的在加速與鹼-碳酸鹽反應類似的過程。
一些蛇紋岩礦床正受到調查，作為潛在的大規模二氧化碳儲存所在，例如在澳大利亞新南威爾斯州的蛇紋岩礦床正進行首個礦物碳酸化試驗工廠項目。從過程中可將碳酸鎂再利用，作為建築業和農業開發的新產品原料，有碳匯的作用，而無需將碳送返大氣。 
一種提議是把富含橄欖石的純橄欖岩，或其水合等效的蛇紋岩與二氧化碳形成碳酸鹽礦物 - 菱鎂礦，以及二氧化矽和氧化鐵（磁鐵礦）。
由於蛇紋岩產生的碳酸鎂不具毒性且穩定，這種封存法受到青睞。理想的反應涉及橄欖石（反應1）或蛇紋岩（反應2）的鎂端元成分，後者通過水合和矽化衍生自早期橄欖石（反應 3）。橄欖石或蛇紋岩中的鐵會降低封存效率，因為這些礦物的鐵成分會分解為氧化鐵和二氧化矽（反應4）。

#### 類沸石咪唑酯框架
類沸石咪唑酯框架（簡稱ZIF）是類似於沸石的]金屬有機框架材料。由於ZIF具有的孔隙率、化學穩定性和耐熱性，人們正在檢查ZIF捕集二氧化碳的能力。ZIF可用於阻止工業二氧化碳排放進入大氣。

### 礦物碳酸化
二氧化碳與金屬氧化物（例如方解石、菱鎂礦）發生放熱反應，生成穩定的碳酸鹽。這種過程（二氧化碳轉化為石頭）會在數年的時間內自然發生，並導致大量地表石灰石形成。橄欖石就是其中一種金屬氧化物。.富含可與二氧化碳發生反應的金屬氧化物的岩石，例如玄武岩中含有的氧化鎂和氧化鈣已被證明是捕集與封存二氧化碳的可行方法。
| 氧化物     | 地殼中佔比 | 碳酸鹽     | 標準反應焓變 (焦耳每摩爾（kJ/mol）) |
| ---------- | ---------- | ---------- | ----------------------------------- |
| 氧化鈣     | 4.90       | 碳酸鈣     | −179                                |
| 氧化鎂     | 4.36       | 碳酸鎂     | −118                                |
| 氧化鈉     | 3.55       | 碳酸鈉     | −322                                |
| 氧化亞鐵   | 3.52       | 氧化鐵     | −85                                 |
| 氧化鉀     | 2.80       | 碳酸鉀     | −393.5                              |
| 三氧化二鐵 | 2.63       | 碳酸亞鐵   | 112                                 |
| 所有氧化物 | 21.76      | 所有碳酸鹽 |                                     |

現成的超基性岩尾礦細粒金屬氧化物，可用於此目的。通過礦物碳酸化，可利用微生物過程增強礦物溶解和碳酸鹽沉澱，達到加速被動二氧化碳封存目的。
可透過化學過程將二氧化碳從大氣中移除，並以穩定的碳酸鹽礦物形式儲存。此過程（二氧化碳化為礦石）被稱為"礦物碳化除碳"或礦物封存。過程涉及二氧化碳與充足可用的金屬氧化物（氧化鎂 (MgO) 或氧化鈣 (CaO)）反應而形成穩定的碳酸鹽。這些反應有放熱過程，可在自然界發生（例如岩石在地質時期的風化過程）。
CaO + CO
2 → CaCO
3
MgO + CO
2 → MgCO
3
鈣和鎂在自然界中通常以矽酸鹽（例如鎂橄欖石和蛇紋岩）的形式存在，而不是以二元氧化物的形式存在。對於鎂橄欖石和蛇紋岩，反應為：
Mg
2SiO
4 + 2 CO
2 → 2 MgCO
3 + SiO
2
Mg
3Si
2O
5(OH)
4+ 3 CO
2 → 3 MgCO
3 + 2 SiO
2 + 2 H
2O
上述兩種反應在低溫下較為有利。這個過程在地質時間內自然發生，並且是地球表面大部分石灰石的形成原因。通過更高的溫度和/或壓力下反應可讓反應速率更快，但需要一些額外的能量。或者可將礦物研磨以增加其表面積，並暴露於水和持續摩擦以去除惰性二氧化矽，可將橄欖石傾倒在海灘，透過自然的高能湧浪沖刷來實現。實驗顯示使用多孔的玄武岩，可產生相當快的風化過程（僅需一年）。
二氧化碳會自然與蛇綠岩套表面的橄欖岩發生反應，特別是在阿曼。有人建議可加強此一過程來進行二氧化碳的自然礦化。
當二氧化碳溶解在水中並注入地下熱玄武岩時，顯示二氧化碳會與玄武岩發生反應，形成固體碳酸鹽礦物。有家位於冰島的試驗工廠於2017年10月啟動，每年從大氣中捕集多達50噸二氧化碳，並將其儲存在地下玄武岩中。
於加拿大英屬哥倫比亞省的研究人員開發一種低成本的菱鎂礦（也稱為碳酸鎂）生產工藝，可截存空氣中或污染點源（例如火力發電廠）中的二氧化碳。有天然存在的菱鎂礦晶體，但通常累積非常緩慢。
混凝土是種有前途，用來捕集二氧化碳的物質。混凝土具有的幾個優點包括（但不限於）：由於在世界各地均有大量生產，因此提供充足的鈣、二氧化碳以碳酸鈣形式儲存，具有穩定熱力學條件，以及其在基礎建設中廣泛使用，可長期將二氧化碳封存。除新生產的混凝土外，拆除的混凝土廢料或再生混凝土仍可用為建材。德國上市海德堡水泥公司的研究顯示將拆除和再生的混凝土轉化為補充混凝材料，在新混凝土生產中可與波特蘭水泥一起充當輔助粘合劑而維持碳封存。

## 海洋封存

### 海水鹼化
海洋鹼度增強（電化學方法）通過電化學方法提高海洋鹼度涉及通過電解或電滲析使用電流將海水分解成酸和鹼。然後將鹼與海水混合並返回海洋，增加海水的 pH 值並使其吸收更多的二氧化碳。通過此過程產生的酸必須進行處理、以負責任的方式使用或適當中和，以防止其重新進入海洋或在陸地上造成有害污染。

### 海洋碳泵
[[File:Oceanic Food Web.jpg|thumb|upright=2|{{center|示意圖，顯示深海食物網中，海洋微生物如何參與海洋輸入二氧化碳（含沉降至海底），及重返大氣的流程。]]

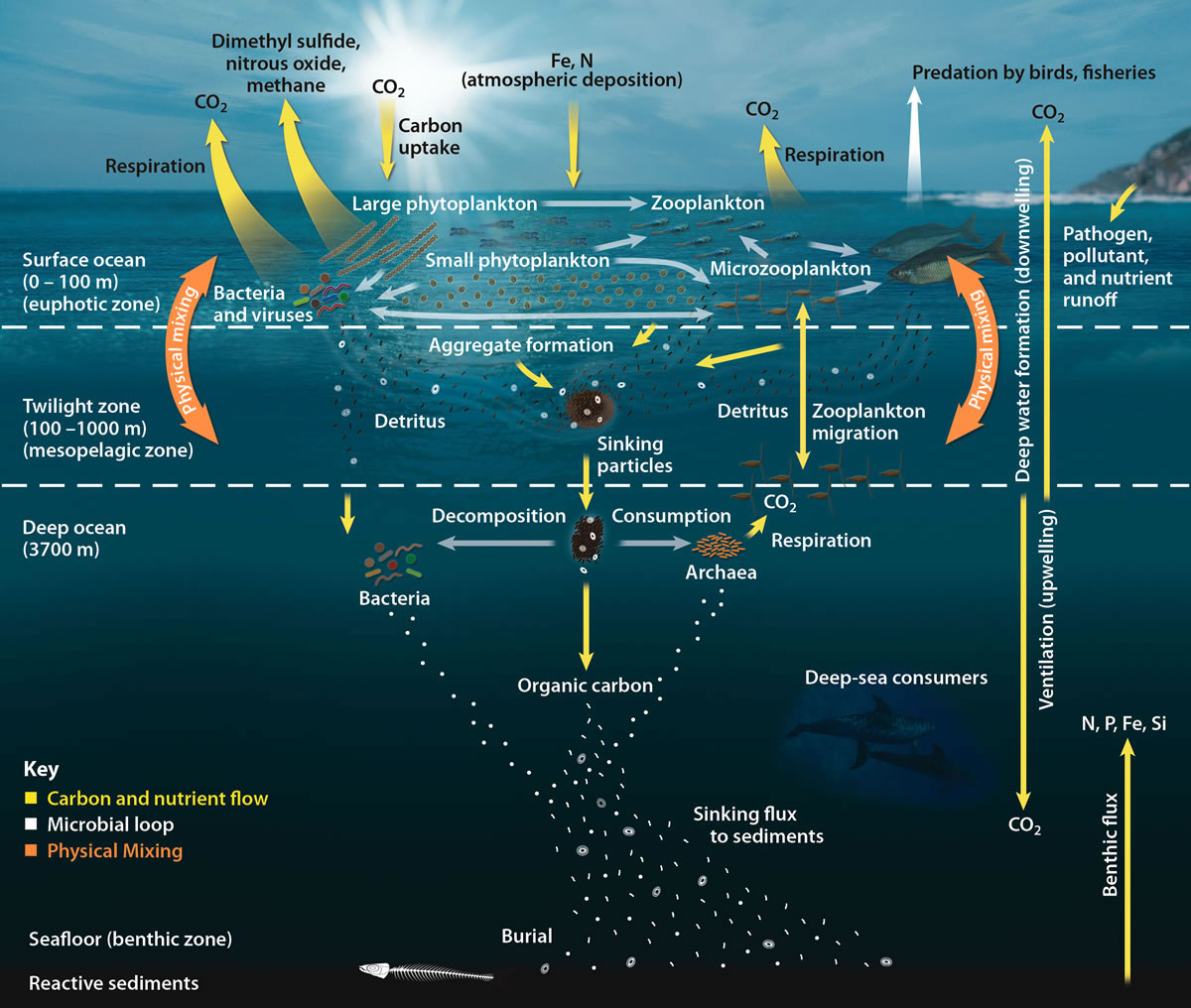
center|示意圖，顯示深海海洋食物網中，海洋微生物如何參與海洋輸入二氧化碳（含沉降至海底），及重返大氣的流程。

海洋通過不同的過程可自然封存碳。溶解度泵將二氧化碳從大氣轉移到海洋表面，與水分子反應形成碳酸。二氧化碳的溶解度隨著水溫的降低而增加。溫鹽環流將溶解的二氧化碳轉移到更易溶解的較冷水域，而增加海洋內部的碳濃度。生物泵通過光合作用將無機碳轉化為有機碳，將溶解的二氧化碳從海洋表面轉移到海洋內部。在呼吸作用和再礦化作用中倖存下來的有機物可經下沉的顆粒和生物體遷移到深海中。

### 沿海植被生態系統
本節摘自藍碳。
藍碳是在減緩氣候變化背景下所採用的一個名詞，指的是"生物驅動的碳通量和海洋系統中易於管理的碳儲存。":2220最常見的是潮汐沼澤、紅樹林以及海草在碳截存中的作用:2220這樣的生態系統有助於減緩氣候變化以及促進基於生態系統的調適。當藍碳生態系統退化或是消失時，其所截存的碳將會返回大氣中。:2220

### 海藻養殖和藻類
海藻生長在淺海和沿海地區，可捕集大量的碳，然後通過海洋機制輸送到深海，如此抵達深海的海藻可將碳隔離，防止其與大氣交換長達數千年。有人建議在近海種植海藻，目的是海藻會沉入海洋深處以封存碳。 此外，由於海藻生長迅速，理論上可收穫和加工（厭氧消化）產生生物甲烷（可再生天然氣），作為天然氣的替代品，作發電之用。一項研究顯示如果海藻養殖場覆蓋9%的海洋，就可生產足夠的生物甲烷用以取代地球對化石燃料能源的需求，每年從大氣中消除53吉噸二氧化碳，並且每年為100億人口以可持續生產方式生產人均200公斤的魚。適合這種海洋農業的理想物種包括海帶類Laminaria digitata、墨角藻屬和糖海帶。
人們正在研究利用一般海藻和微藻作為碳封存的工具。海洋浮游植物僅佔全球植物生物量的1%，但其光合固定二氧化碳量佔全球的一半（全球淨初級產量每年約50Pg（Pg，拍克，1015克）），氧氣產量也佔一半。
由於藻類缺乏陸地植物所具有的木質素，因此藻類中的碳會比陸地上捕集的更快返回大氣。 藻類被提議作為碳的短期儲存庫，並用作原材料以生產各種生物燃料。
大規模海藻養殖（稱為"海洋造林"）可封存大量的碳。野生海藻溶解的有機物質顆粒可將大量的碳封存，這些顆粒被輸送到深海底部，埋藏後可保留很長一段時間。目前所進行的海藻養殖是為提供食品、藥品和生物燃料之用。在以農法固碳方面的潛力，可透過大量繁殖海藻，收穫後再運輸到深海長期埋藏。鑑於可用於農法固碳的陸地空間有限，海藻養殖法已引起關注。目前海藻養殖主要發生在亞太沿海地區，該地區的市場增長迅速。IPCC所發表的IPCC氣候變化與海洋和冰凍圈特別報告中建議"進一步研究關注"海藻養殖作為一種緩解策略。

### 海洋施肥
本節摘自海洋施肥。
海洋施肥（也可寫為ocean nourishment）是種從海洋中移除二氧化碳的技術，其基礎是刻意將植物營養引入上層海水，以增加海洋植物產量，同時移除大氣中的二氧化碳。為海洋施肥，例如鐵質施肥，可刺激浮游植物的光合作用。浮游植物可把海洋溶解的二氧化碳轉化為碳水化合物，其中一些在氧化之前會沉入更深的海洋。在十多項公海所做的實驗證實，經向海洋中添加鐵質可讓浮游植物的光合作用提高多達30倍。
這是經過較為深入研究的二氧化碳移除 (CDR) 方法之一，但就時間尺度而言，這種方法封存碳的時間僅能維持在10-100年之間，依洋流混合時間而定。雖然表面海洋酸度會因施肥而降低，但當下沉的有機物再礦化時，深海酸度將會增加。 在2021年所發表對CDR的研究報告顯示，這項技術具有高效、低成本且可擴展（中高置信度），而有中等置信度的環境風險發生機會。海洋施肥的主要風險之一是養分掠奪，在此一過程，一個地點用於提高初級生產力的過量養分隨後無法被下游的正常生產力所利用。而可能會導致遠離原始施肥地點的生態系統受到影響。
目前已有幾種技術提出，包括微量營養素鐵（稱為鐵質施肥）或氮和磷（均為常量營養素）施肥。但在2020年代初期所做的研究顯示只能永久封存少量的碳。 因此這種固碳作用並無重大前景。

### 人工湧流
人工湧流或是下沉流是種會讓海洋水層變動而混合的方法。讓不同的海洋水層混合，可移動營養物質和溶解的氣體，為氣候工程提供新的途徑。做法包括在海洋中放置大型垂直管道將營養豐富的水泵送到海面，引發藻華來達成，藻類在生長時會儲存碳，在死亡後會輸出碳。如此產生的結果與鐵質施肥有點類似。副作用之一是會發生二氧化碳濃度的短期上升現象，而限制其吸引力。
把不同海水層混合，涉及將更稠密和更冷的深層海水輸送到表面的混合層。海洋溫度隨著深度的增加而降低，更多的二氧化碳和其他化合物能夠溶解在更深的海水中。如使用大型垂直管道作為海洋泵或裝置混合器陣列來逆轉海洋碳循環即可達到目的。當富營養的深層海水移至海面時，藻類可大量繁殖，浮游植物和其他光合真核生物會吸收碳，而把二氧化碳降低。不同水層間的熱量交換也會導致混合層的海水捕集並吸收更多的二氧化碳。但這種方法並沒有獲得太大的關注，因為藻華會阻擋陽光並釋放有害毒素，而危害海洋生態系統。 海水表層突然增加二氧化碳也會暫時降低海水的pH值，損害珊瑚礁的生長。海水中溶解的二氧化碳增加會產生碳酸，阻礙海洋生物鈣化形成（妨礙有殼海生動物生存），對海洋食物鏈造成重大破壞。

### 玄武岩存碳
這種封存法涉及注入二氧化碳進入深海地層。二氧化碳首先與海水混合，然後與玄武岩發生反應，這兩者都是富含鹼性的物質。這種反應導致Ca2+（鈣）和Mg2+（鎂）兩種離子釋放，形成穩定的碳酸鹽礦物。
對於其他形式的海洋封存碳法，注入海底玄武岩封存是種良好替代方式，因為它具有多種捕集機制，可確保額外的防洩漏保護。措施中包括"地球化學、沉積物、重力和水合物形成"。由於二氧化碳水合物比海水中的二氧化碳密度更大，因此洩漏的風險很小。在超過2,700米（8,900英尺）的深度注入二氧化碳可確保二氧化碳的密度大於海水，而維持下沉狀態。
一種可能的注射地點是位於北美洲板塊西緣的胡安·德富卡板塊。美國拉蒙特-多爾蒂地球觀測所的研究人員估計此板塊可能具有208吉噸的封存能力。容量可涵蓋美國當前 100多年的全部碳排放量（參見美國溫室氣體排放）。
冰島從事碳封存的公司CarbFix測試一個研究項目 - 注入250噸二氧化碳之後，其中的95%在兩年內固化成方解石，每固化一噸二氧化碳需要消耗25噸的水。

#### 礦化與深海沉積物
與岩石中的Mineralization (geology)相同的作用也會在海底發生。二氧化碳從大氣溶解到海洋的速度取決於海洋的環流週期和隱沒帶對海水的緩衝能力。 研究人員已證明把二氧化碳封存在幾公里深的海溝後，可在那兒維持長達500年之久，但取決於注入地點和條件。多項研究顯示雖然此法可有效封存二氧化碳，但隨著時間的演進，二氧化碳仍會被釋放回大氣中。但此情況至少在接下來的幾個世紀裡不太可能發生。 自然發生碳酸鈣鹼性溶解物可降低海水因二氧化碳增加而pH值降低的現象，因此可讓海水容納更多的二氧化碳。
除採用添加碳酸礦物以加速風化之外，另一種建議是進行深海沉積物注入，把液態二氧化注入至少3000米以下的海洋沉積物中，促使二氧化碳水合物生成。可實驗的兩個區域是勘探：1）負浮力區（NBZ），液態二氧化碳的密度高於周圍海水，因此具有中性浮力的區域；2）水合物形成區（HFZ），通常具有低溫和高壓。

### 添加鹼以中和酸
二氧化碳溶解在水中時會形成碳酸，因此海水中二氧化碳水平升高後就會發生海洋酸化，並會限制二氧化碳進一步被海洋吸收的速度（溶解度泵）。有幾種鹼被認為可以中和海水中的酸性，而提高吸收二氧化碳的數量。例如向海中添加碎石灰石可以增強二氧化碳的吸收。另一種方法是將海水或鹵水電解而產生的氫氧化鈉添加到海中，同時利用頑火輝石等火山矽酸鹽岩石來中和廢棄鹽酸，有效提高這些岩石的自然風化速度，以提升及恢復海洋的pH值。

#### 一步式碳捕集與封存
一步式碳捕集與封存是種以鹵水為基礎的礦化技術，從海水中捕集二氧化碳並以固體礦物的形式儲存。

### 遭放棄的想法

#### 直接深海二氧化碳注入
曾經有人提出把二氧化碳直接注入深層海水，將其儲存在其中長達幾世紀的想法。這一提議在當時被稱為"海洋封存"，但更準確的稱法為"直接深海注入二氧化碳法"。但自2001年左右以來，由於對海洋生物的未知影響、:279高成本以及對其穩定性或持久性的擔憂，人們對這種途徑的興趣大幅減少。2005年發佈的《IPCC二氧化碳捕集與封存特別報告》將這一技術作為一種選項。:279但2014年發佈的IPCC第五次評估報告中的氣候變化緩解部分已不再提及"海洋封存"。最近的2022年IPCC第六次評估報告在其"二氧化碳移除分類"中也不再提及"海洋封存"。:12–37

## 成本
封存的成本（不包括捕集與運輸）各不相同，但在某些陸上封存的成本會低於每噸10美元。而Carbfix的成本約為每噸二氧化碳25美元。於2020年發表的一份報告估計利用森林封存（包括捕集）的費用為每噸35美元至280美元，佔控制升溫不超過1.5°C所需總成本的10%，但透過森林封存，會有因發生森林火災而造成釋放的風險。
研究人員提出如下的擔憂：使用碳補償與碳信用（例如通過維護森林、林地復育或碳捕集）以及可再生能源證書，會讓產生污染的企業照舊行事，繼續釋放溫室氣體，以及受到不恰當信任、採用未經驗證的技術手段。這還包括在IPCC第六次評估報告中提及需仰賴大型負排放技術，而被批評是包含"很多白日夢"。由知名科學家、企業家及娛樂界人士組成的斯坦福解決方案項目所發佈的一項研究綜述，其結論是，依賴碳捕集與封存/利用 (CCS/U) 是種危險的干擾，因為此類做法（在大多數大規模情況下）會成本高昂，增加空氣污染和採礦作業，效率低下，且不太可能按時間要求進行大規模部署。

## 社會與文化

### 在氣候變化政策中的應用

#### 美國
美國從2010年代中後期開始，有許多氣候和環境政策都試圖利用碳截存在氣候變化緩解中所具有的潛力。其中許多政策涉及保護碳匯生態系統，如森林和濕地，或鼓勵目的在增加碳截存的農業和土地利用做法，如農法存碳或混林農業，通常透過對農民和土地所有者提供財政激勵來倡導。
拜登總統於2021年1月27日簽署的《關於應對國內外氣候危機的行政命令》中多次提到經保護和復育濕地和森林等碳匯生態系統來固碳。其中包括強調農民、土地所有者和沿海社區在碳封存方面的重要性，指示美國財政部通過基於市場的機制促進碳匯保護，以及指示美國內政部與其他機構合作，進行創建民間氣候團隊，增加農業固碳等多項措施。